# Raquel Krähenbühl
Raquel do Carmo Garcia Pincke Krahenbuhl (Dois Córregos, 10 de outubro de 1983) é uma jornalista brasileira que atua como correspondente da Rede Globo nos Estados Unidos da América.
A jornalista cresceu em notoriedade após cobrir em primeira mão ao vivo a invasão do Capitólio dos EUA em 6 de janeiro de 2021.
Desde então, a jornalista protagonizou diversas coberturas importantes, acompanhando de dentro da comitiva presidencial a posse de Joe Biden, entrevistando chefes de estado como o presidente Volodymyr Zelensky no contexto da invasão russa da ucrânia de 2022 e o presidente Lula em sua primeira visita aos Estados Unidos durante seu terceiro mandato.

## Carreira
Jornalista formada pela Faculdade Cásper Líbero, está baseada em Washington, DC desde 2006. Cobriu quatro eleições presidenciais dos EUA (2008, 2012, 2016, 2020) e três administrações (Barack Obama, Donald Trump e Joe Biden). Ela também cobriu a crise financeira global em 2008-2009, a pandemia de covid em 2020-2022, os protestos do Black Lives Matter em 2020, e foi uma dos poucos correspondentes a cobrir a invasão de 6 de janeiro ao vivo de dentro do Capitólio, em 2021.
Ela se tornou a primeira correspondente da América Latina a entrevistar o presidente Volodymyr Zelensky cinco meses após o início da guerra na Ucrânia em 2022. E no início de 2023 ela foi uma das primeiras jornalistas a entrevistar o presidente Lula, após seu primeiro encontro com o presidente Biden.
Em 2022, Krähenbühl ganhou o Troféu Imprensa Mulher como melhor repórter de TV.
A jornalista também atua como secretária-geral do Grupo dos Correspondentes Estrangeiros da Casa Branca.